# Theophylakt von Ohrid

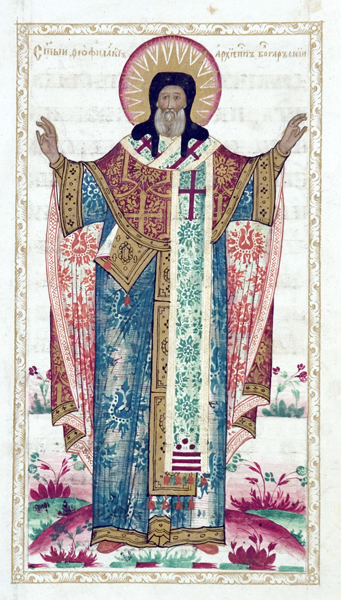
Theophylakt von Ohrid in ikonischer Darstellung

Theophylakt von Ohrid (griechisch Θεοφύλακτος Ηφαιστος, bulgarisch Теофилакт Охридски, auch: Theophylakt von Bulgarien) (geboren um 1055; gestorben nach 1107) war ein griechischer, byzantinischer Kleriker, Erzbischof von Ohrid und Kommentator der Bibel.

## Leben
Wahrscheinlich wurde Theophylakt in Chalkida, Euböa, gegen Mitte des 11. Jahrhunderts geboren. Er wurde in Konstantinopel zum Diakon geweiht. Dort errang er großes Ansehen als Gelehrter und wurde Lehrer von Konstantin X., dem Sohn von Michael VII. Für ihn verfasste er die Erziehung von Prinzen. 1078 ging er als Erzbischof von Ohrid nach Bulgarien.
Ohrid war damals eine der bedeutendsten Städte des Bulgarischen Reiches, das von den Byzantinern sechs Jahre zuvor erobert worden war. In dieser herausfordernden Position in einem besetzten Gebiet in den Randbereichen des byzantinischen Reiches führte er über 20 Jahre lang sehr umsichtig und dynamisch seine pastoralen Pflichten aus. Obwohl er Byzantiner durch Erziehung und Aussehen war, war er ein sorgfältiger Erzhirte der Bulgarischen Kirche, der ihre Interessen und Unabhängigkeit verteidigte. Er handelte entschlossen um seine Diözese vor den Lehren der Paulikianer und Bogomilen zu schützen und gewann Respekt und Liebe der Bulgaren.
In seinen Briefen beschwert er sich oft über die schlechten Manieren der Bulgaren und versuchte sein Amt abzugeben, allerdings ohne Erfolg. Sein Briefe sind eine wertvolle Quelle für die wirtschaftliche, soziale und politische Geschichte Bulgariens und die byzantinische Prosopographie. Darin erscheinen ständig Beschwerden über die „barbarische“ Umgebung, während Theophylakt selbst zutiefst in die Entwicklung der kulturellen Entwicklung vor Ort involviert war. Unter anderem erstellte er ein Encomium (Lobschrift) auf 15 Märtyrer von Tiberiupolis und eine Vita von Kliment von Ohrid. In seinen Briefen gab er auch Bericht davon, dass die ständigen Kriege zwischen dem Byzantinischen Reich und den Petschenegen, Magyaren und Normannen einen großen Teil der Lebensmittel zerstört hatten und viele Menschen zur Flucht trieben.
Er starb nach 1107.
In den Orthodoxen Kirchen von Serbien, Bulgarien, Griechenland, und Russland wird er als Heiliger verehrt. Sein Gedenktag ist am 31. Dezember.

## Werke

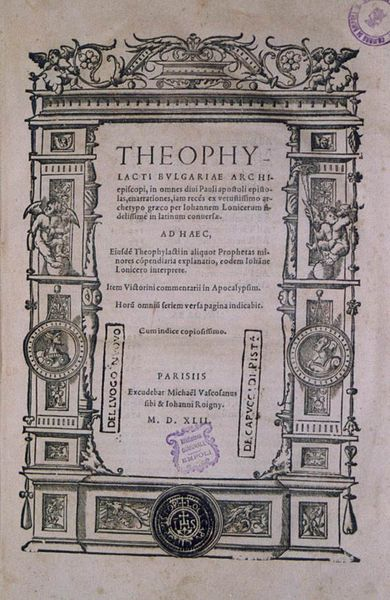
Titelseite einer lateinischen Übersetzung von Theophylakts Bibel-Kommentaren

Seine Kommentare zu den Evangelien, der Apostelgeschichte und den Paulusbriefen sowie zum Zwölfprophetenbuch basieren auf den Lehren von Johannes Chrysostomos, jedoch behaupten sie ihren Platz in der exegetischen Literatur aufgrund ihrer Treffsicherheit, Nüchternheit, Genauigkeit und Ausgewogenheit. Weitere überlieferte Werke sind 530 Briefe, verschiedene Homilien und Orationen sowie die Vita von Kliment von Ohrid. Eine sorgfältige Edition seiner Werke wurde von JFBM de Rossi (4 vols. fol., Venedig) herausgegeben. Diese wurde von Jacques-Paul Migne in der Patrologia Graeca, Bände 123–126 (1869) neu herausgegeben.
Thomas von Aquin nahm Teile von Theophylakts Schriften in seine Catena Aurea auf, eine Sammlung von Kommentaren der Kirchenväter zu den vier Evangelien.
Im frühen 16. Jahrhundert hatten seine Bibel-Kommentare einen wichtigen Einfluss auf das Novum Testamentum und die Annotationes von Erasmus von Rotterdam, auch wenn Erasmus ihn fälschlicherweise als „Vulgarius“ in seiner frühen Edition des neuen Testaments bezeichnet. Theophylakts Kommentare zum Evangelium wurden 1542 auf Griechisch in Rom veröffentlicht und von katholischen (Porsena) und protestantischen (Oecolampadius) Übersetzern in den 1520er-Jahren ins Lateinische übersetzt. Moderne Übersetzungen sind erhältlich in Griechisch, Russisch, Serbisch, Bulgarisch, Rumänisch. Darin spiegelt sich der große Einfluss auf die orthodoxe Theologie wider. Ein Bischof von Ohrid aus dem 20. Jahrhundert, Nikolai Velimirovic, schreibt: Theophylakts „Kommentare zu den Evangelien und anderen Büchern des neuen Testaments ... sind die besten Werke ihrer Art nach denen von St. Johannes Chrysostomos, und sie werden bis heute mit großem Gewinn gelesen.“
Die erste englische Übersetzung (und damit die erste in eine moderne west-europäische Sprache) war The Explanation of the Gospels. Sie wurde von Chrysostom Press (s. u.) herausgegeben.